# Parallelia korintjiensis
Parallelia korintjiensis är en fjärilsart som beskrevs av Louis Beethoven Prout 1928. Parallelia korintjiensis ingår i släktet Parallelia och familjen nattflyn. Inga underarter finns listade i Catalogue of Life.

## Bildgalleri

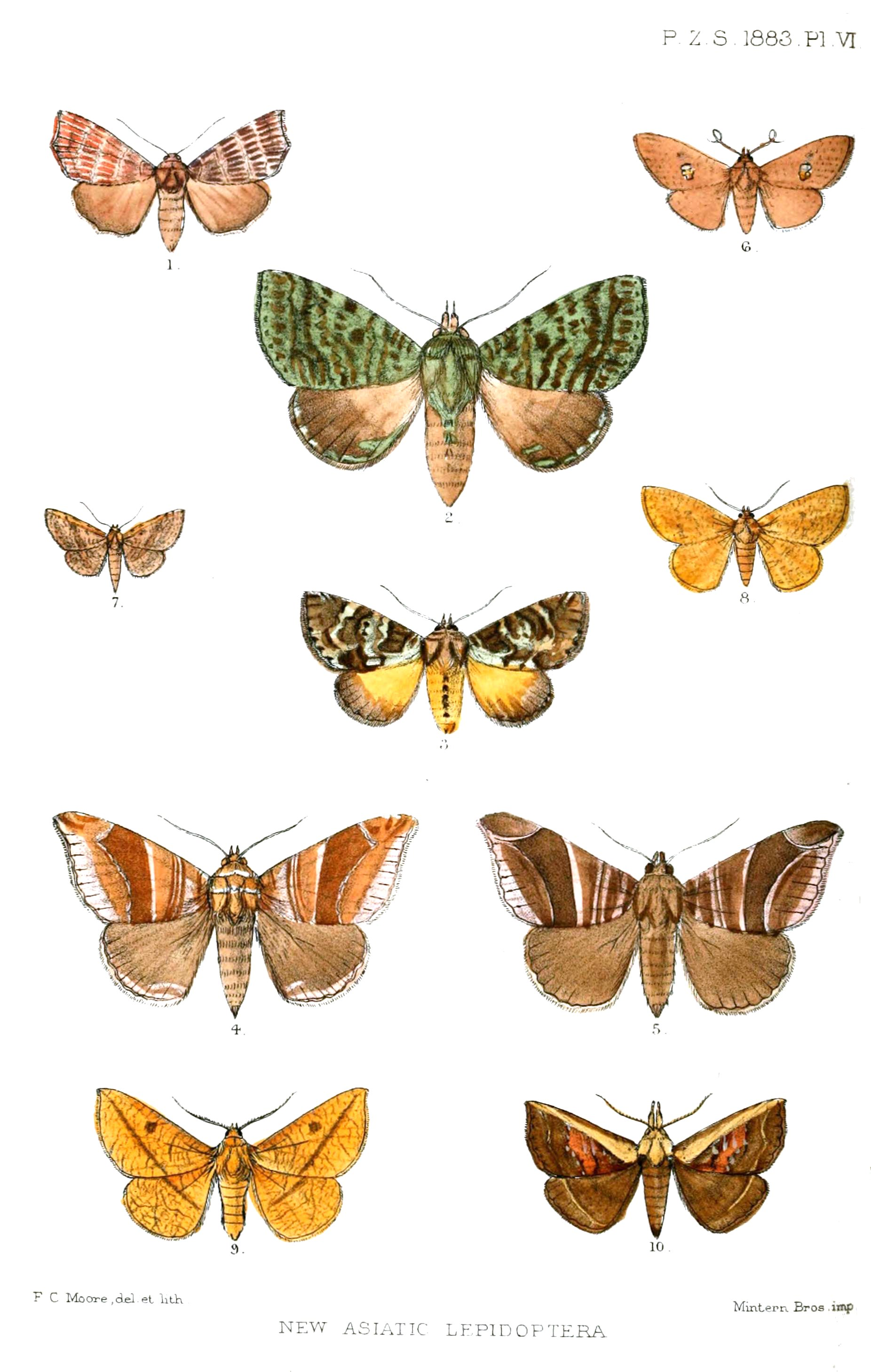